# Суворов, Александр Николаевич
Алекса́ндр Никола́евич Суво́ров (род. 19 апреля 1956 года) — российский микробиолог, специалист в области молекулярной микробиологии, доктор медицинских наук (1997), член-корреспондент РАН (2016).

## Биография
В 1979 году окончил 1-й Ленинградский медицинский институт. В 1981 году окончил клиническую ординатуру в ИЭМ АМН СССР по специальности «Медицинская иммунология», в 1986 году — аспирантуру там же по специальности «Биохимия».
Доктор медицинских наук (1998, диссертация «Генетическая характеристика патогенных стрептококков групп А и В»; официальные оппоненты В. С. Гайцхоки, А. М. Королюк, В. В. Тец).
Работает в Институте экспериментальной медицины, заведующий отделом молекулярной микробиологии.
Профессор, заведующий кафедрой фундаментальных проблем медицины и медицинских технологий факультета стоматологии и медицинских технологий СПбГУ.
Автор 224 научных работ, в том числе 7 монографий, и 20 патентов.

## Награды
- Медаль ордена «За заслуги перед Отечеством» II степени (2014)[1]
- Почётный доктор ИЭМ (2018)[2]